# Macrurocyttus acanthopodus
Macrurocyttus acanthopodus is een straalvinnige vissensoort uit de familie van de papierschubvissen (Grammicolepididae). De wetenschappelijke naam van de soort is voor het eerst geldig gepubliceerd in 1934 door Fowler.